# Cruz Gorordo
José de la Cruz Gorordo (Córdoba, mayo de 1809 – Buenos Aires, septiembre de 1879) fue un militar que tuvo una destacada actuación en las guerras civiles argentinas desde 1830 hasta 1874, en el bando unitario.

## Guerras civiles en el interior
Era hijo del capitán de caballería Simón de Gorordo, que fuera comandante de la frontera sur de la Intendencia de Córdoba del Tucumán.
Se enroló en el ejército del general Paz en 1830, poco después de la batalla de San Roque. Participó en las batallas de La Tablada, Oncativo, Fraile Muerto y Río Cuarto. Junto a su tío, el coronel Juan Gualberto Echeverría, fue capturado en el sur de la provincia cuando ya la guerra estaba perdida para los unitarios y – tras la ejecución de Echeverría – enviado al campamento de Juan Manuel de Rosas. Este firmó su sentencia de muerte, pero a último momento lo tachó de la lista de los condenados, sin que se haya sabido por qué razón. Recuperada la libertad, se instaló en Pergamino, y durante el gobierno de Juan Ramón Balcarce sirvió en los cuerpos militares de frontera.
En 1835 pasó a Montevideo, donde prestó servicios militares como oficial subalterno. Se unió a las fuerzas de Juan Lavalle para la campaña de Fructuoso Rivera contra el presidente Manuel Oribe, participando en las batallas de Palmar y en Cagancha.
Pasó a la provincia de Corrientes, donde formó parte del ejército que formaba allí el general Lavalle, al que acompañó durante gran parte de su campaña antirrosista. Peleó en Sauce Grande, Don Cristóbal y Quebracho Herrado. Poco después pasó al ejército unitario puntano, a órdenes del general Ángel Núñez y del coronel Manuel Baigorria, combatiendo en la batalla de Las Quijadas. Tras refugiarse un tiempo entre los indígenas ranqueles, fue enviado a entrevistarse con el general Paz, durante el tiempo en que éste dominó Entre Ríos. Residió un tiempo en Paraguay.
Después del desastre de Arroyo Grande se unió al ejército de Rivera, sitiado en Montevideo por Oribe. Luchó en el combate de Solís Grande.
Luego pasó a Corrientes con el general Paz. Participó en la campaña de Juan Pablo López sobre Santa Fe, y luchó en la batalla de Malabrigo. También formó parte de la expedición del coronel José Manuel Salas contra Córdoba, que también fracasó. Después de los conflictos entre Paz y Joaquín Madariaga se exilió en Brasil.
Regresó al Uruguay en 1851, para unirse al Ejército Grande de Justo José de Urquiza, a cuyas órdenes participó en la batalla de Caseros dirigiendo varios regimientos de caballería.

## En Buenos Aires
Después de la batalla fue ascendido al grado de coronel por Urquiza, que lo nombró comandante de la frontera norte de la provincia de Buenos Aires.
Apoyó la revolución del 11 de septiembre de 1852 en Buenos Aires y acompañó al general Paz en su frustrada misión a la provincia de Córdoba. Fue su secretario durante el tiempo en que el general fue comandante de San Nicolás de los Arroyos.
Luchó contra el sitio de Buenos Aires por parte de los federales. Más tarde combatió en El Tala a órdenes de Manuel Hornos contra la invasión de Jerónimo Costa. De nuevo luchó en el combate de la Laguna de Cardozo, a órdenes de Bartolomé Mitre y José María Flores, contra los ranqueles. Junto al coronel Emilio Conesa logró un importante triunfo en Cañada de Leones sobre los ranqueles. Participó en siete combates contra los indígenas.
Luchó en las batallas de Cepeda, Pavón y Cañada de Gómez, donde acompañó al coronel Ambrosio Sandes en sus crímenes sobre los prisioneros.

## Acción política y militar a favor de Mitre
Permaneció en la frontera norte de Buenos Aires hasta después del inicio de la Guerra del Paraguay. Se convirtió en el hombre fuerte de Mitre en el norte de la provincia de Buenos Aires, organizando el partido liberal mitrista y enfrentándose contra los partidarios de Adolfo Alsina. Gracias a su influencia, en el norte de la provincia Mitre logró algunas victorias sobre Alsina, mientras en el resto de la provincia era derrotado.
A fines de 1866 se unió a las fuerzas del coronel José Miguel Arredondo en su campaña contra los caudillos federales de Córdoba y San Luis, y participó en la batalla de San Ignacio, en la que fueron vencidos los colorados de Juan Saá. En 1868 fue nombrado jefe de Estado Mayor del ejército que perseguía por las provincias del norte a Felipe Varela, pero no alcanzó a entrar en combate.
En 1870 se unió a la campaña contra Ricardo López Jordán en Entre Ríos. De regreso, fue premiado por la municipalidad de Pergamino con un campo de tres mil hectáreas.
Se comprometió a unirse a la revolución de 1874 contra el presidente Nicolás Avellaneda, pero la campaña dirigida por Mitre no llegó a expandirse al norte de la provincia. Vencidos los rebeldes, fue nombrado juez del consejo de guerra que debía juzgar al general Mitre por su participación en la misma, pero poco después fue desplazado del cargo por su ostensible amistad con el acusado. Pidió la baja del ejército por considerarse ofendido, pero fue pasado a retiro.